# Lepturdrys novemlineata
Lepturdrys novemlineata är en skalbaggsart som beskrevs av Gilmour 1960. Lepturdrys novemlineata ingår i släktet Lepturdrys och familjen långhorningar. Inga underarter finns listade i Catalogue of Life.